# Lista de membros da Royal Society eleitos em 1934
Esta é uma lista de Membros da Royal Society eleitos em 1934.

## Fellows
- Abram Besicovitch
- William Edward Curtis
- Sir Lewis Leigh Fermor
- Sir Paul Fildes
- Ronald Thomson Grant
- Martin Hinton
- Sir Edmund Hirst
- Sir Ernest Kennaway
- Anthony Michell
- William Arthur Parks
- Harold Raistrick
- Alexander Oliver Rankine
- Robert Beresford Seymour Sewell
- Samuel Sugden
- William Taylor
- Hugh Hamshaw Thomas
- Alfred Young

## Foreign Members
- Henri Lebesgue
- Otto Heinrich Warburg

## Estatuto 12
- Edgar Vincent, Viscount D'Abernon